# Brandon Barker
Pour les articles homonymes, voir Barker.
Brandon Lee Colin Barker, né le 4 octobre 1996 à Manchester, est un footballeur anglais qui évolue au poste d'ailier gauche au Morecambe FC.

## Biographie

### En club
Formé à Manchester City, Barker participe à sa première rencontre en équipe première en entrant en fin de match contre Chelsea en FA Cup (score : 1-5 en faveur de Chelsea) le 21 février 2016.
Prêté par la suite aux Pays-Bas, puis en Écosse, il joue 22 matchs en deuxième division néerlandaise, inscrivant deux buts, et 27 matchs en première division écossaise, marquant à nouveau deux buts.
Le 7 août 2018, Barker est prêté pour une saison à Preston North End.
Le 9 août 2019, il rejoint Rangers.
Le 1er février 2021, il est prêté à Oxford United.
Le 18 janvier 2024, il rejoint Morecambe.

### En équipe nationale
Avec les moins de 19 ans, il inscrit en octobre 2014, un doublé contre le Luxembourg, puis un but contre la Belgique. Ces deux rencontres rentrent dans le cadre des éliminatoires du championnat d'Europe des moins de 19 ans 2015.
Avec les moins de 20 ans, il inscrit deux buts en octobre 2015, contre la Turquie et les Pays-Bas.

## Palmarès

### En club
- Rangers FC
  - Finaliste de la Coupe de la Ligue écossaise en 2019.
  - Champion d'Écosse en 2021.